# Mastus carneolus
Mastus carneolus is een slakkensoort uit de familie van de Enidae. De wetenschappelijke naam van de soort is voor het eerst geldig gepubliceerd in 1863 door Mousson.